# Colton Engelbrecht
Colton Engelbrecht, född 2001 eller 2002, är en sydafrikansk styrkelyftare. Han har slagit världsrekord med den högsta sammanlagda vikten vid en styrkelyftstävling genom alla tider. Detta skedde den 29 mars 2025 vid den sydafrikanska styrkelyftstävlingen Clash Of The Titans, där Engelbrecht sammanlagt lyfte 1200 kg (470 kg knäböj + 260 kg bänkpress + 470 kg marklyft).